# Ратнер, Самуил Львович
Самуил Львович Ратнер (бел. Самуіл Льво́віч Ра́тнер; 15 февраля 1910, Могилёв — 1986?, Минск) — советский и белорусский симфонический и хоровой дирижёр, педагог, композитор.

## Биография
Самуил Львович Ратнер родился 15 февраля 1910 года в городе Могилёве в семье рабочего Льва Ратнера. Музыкальные способности мальчика проявились в самом раннем возрасте, и его отдали учиться игре на фортепиано, а чуть позже, по совету преподавателя фортепиано, заниматься и на скрипке. После окончания школы в 1927 году семья переехала в Минск, и Самуил поступил в музыкальный техникум на отделение хорового дирижирования (не прекращая заниматься на скрипке) и в 1931 году закончил его. В 1928 году умер отец. Пришлось зарабатывать деньги, играя на скрипке в маленьких оркестрах, давать уроки игры на скрипке и фортепиано для маленьких детей. В 1930 году, выдержав конкурс на работу в только что образованный симфонический оркестр при радиокомитете, его, студента минского музыкального техникума, зачислили в оркестр и вскоре назначили концертмейстером группы 2-х скрипок.  После перехода в 1937 году оркестра в подчинение Белорусской государственной филармонии продолжил исполнять обязанности концертмейстера группы 2-х скрипок и в этой должности оставался до начала Великой Отечественной войны. В 1937 году, не прерывая работы в оркестре Белорусской государственной филармонии, поступил в Белорусскую консерваторию в класс симфонического дирижирования профессора Ильи Александровича Мусина. Перед нападением фашистской Германии на СССР в 1941 году и отъезда Мусина в Ленинград, уехал вслед за своим профессором и продолжил учебу в его классе на пятом курсе симфонического дирижирования в Ленинградской консерватории. В феврале 1942 года в связи с эвакуацией Ленинградской консерватории был направлен учиться в Московскую государственную консерваторию, которая на тот момент была эвакуирована в г. Саратов. Наряду с занятиями в консерватории, работал концертмейстером симфонического оркестра Саратовского театра оперы и балета. В составе военных музыкальных бригад выезжал на фронт. Во время немецкой оккупации в Могилёве в 1941 году погибла мать С. Л. Ратнера. В 1944 году Самуил успешно защитил диплом об окончании консерватории и получил квалификацию дирижёра симфонического оркестра и педагога. 
3 июля 1944 года город Минск освободили части советской армии и С. Л. Ратнера направляют, по вызову Белорусского правительства, на работу по восстановлению симфонического оркестра Белорусского радиокомитета и назначают главным дирижером. Город почти полностью разрушен. Музыкантов не хватало, инструменты были разбиты, помещение для репетиций отсутствовало, финансирование было скудным. Тем не менее симфонический оркестр в скором времени был создан и регулярно стал давать концерты по радио, почти через день выступать на полуразрушенных концертных площадках города, выезжать в сельские районы и в распоряжение частей советской армии ведущих освободительную войну с немецко-фашистскими захватчиками. 
По окончании войны был награждён медалью «За победу над Германией в Великой Отечественной войне 1941—1945 гг.» и медалью «За доблестный труд в Великой Отечественной войне 1941—1945 гг.».
С. Л. Ратнер руководил оркестром Белорусского радиокомитета до 10.04.1947 года, но из-за отсутствия финансирования оркестр Белорусского радиокомитета был расформирован и ему предложили работать в радиокомитете старшим редактором музыкального вещания и заниматься музыкальным оформлением литературно-художественных передач. В это же время его приглашают преподавать симфоническое и хоровое дирижирование в Белорусскую государственную консерваторию и хоровое дирижирование в музыкальное училище (с 1945 до 22.11.1952 г.).Параллельно с преподаванием занимается и композиторской деятельностью.
С 1948 года в СССР стала расширяться кампания по борьбе с космополитизмом оборачивающаяся антисемитскими преследованиями, в результате чего у него стали возникать проблемы с работой. В конце ноябре 1952 г. его увольняют со всех мест службы, и он уезжает в Челябинск, где становится вторым, а вскоре главным дирижером симфонического оркестра Челябинской государственной филармонии. После смерти Сталина и ослаблении компании по борьбе с космополитизмом его в октябре 1953 г. пригласил вернуться в Минск старый товарищ и коллега по работе в Белорусском радиокомитете Геннадий Иванович Цитович и помочь создать и возглавить оркестр народного хора. Оркестр был создан и только за первый год своего существования под руководством Ратнера дал сотни концертов, которые с большим успехом прошли во всех регионах республики. В то же время Белорусская государственная консерватория после вынужденного перерыва вновь пригласила С. Л. Ратнера на преподавательскую работу. 
16 декабря 1954 г. С. Л. Ратнера назначили главным дирижёром государственного народного оркестра БССР, известного сегодня, как Национальный академический народный оркестр Республики Беларусь им. И. Жиновича. Работая в оркестре, Ратнер провел множество концертов, подготовил несколько новых программ из произведений народной музыки, а также сочинений белорусских и советских композиторов, осуществил записи оркестра на Белорусском радио. 1-го ноября 1957 года по состоянию здоровья он покидает пост руководителя оркестра и сосредоточивает свою деятельность над созданием своих новых музыкальных сочинений, пишет теоретические статьи для изучающих дирижирование и продолжает активно заниматься со студентами. 
Из класса Самуила Львовича Ратнера вышли около сотни высококлассных специалистов: дирижёры симфонических, хоровых, народных коллективов, музыканты-инструменталисты, играющие на народных инструментах, которые успешно выступали и преподавали во многих городах бывшего СССР, среди них была и Лидия Аксёнова, ставшая впоследствии первым профессором хорового дирижирования Молдовы. 

## Некоторые публикации
- Ратнер С.Л: Элементарные основы дирижерской техники / В помощь студенту-заочнику по спец. дирижированию.    Минск : Изд-во М-ва высш. сред. спец. и проф. образованию БССР, 1961.
- Ратнер С.Л: Элементарные основы дирижерской техники / В помощь студенту-заочнику по спец. дирижированию.   Издательство министерства высшего, среднего специального и профессионального образования БССР, — 7117683
- Ратнер, Самуил Львович: Этюды для контрабаса.  Учеб. репертуар муз. уч-щ и консерваторий / Ред.-сост. В.М. Беляков, С.А. Херсонский. - Киев: Муз. Украина, 1985. - 46 с.